# Werner von Simson
Werner von Simson (* 21. Februar 1908 in Kiel; † 20. September 1996 in Freiburg im Breisgau) war ein deutscher Rechtswissenschaftler, Professor für Staats- und Völkerrecht sowie Recht der Europäischen Gemeinschaften an der Universität Freiburg. Sein wissenschaftliches Wirken widmete er der Begleitung der europäischen Integration, u. a. mit Arbeiten zu Grundbegriffen der Staatslehre, wie Souveränität, Demokratieprinzip und Legitimität.

## Leben und Wirken
Simson wurde als Sohn des Korvettenkapitäns Hermann von Simson (1880–1951) als eines von mehreren Geschwistern, die sich seit den 1930er Jahren in die USA, Kanada, England, Brasilien, Argentinien und Deutschland verteilten, in Kiel geboren. Seine Onkel waren der Bankier Georg von Simson sowie der Jurist, Diplomat und Unternehmer Ernst von Simson. Zu seinen Cousins und Cousinen ersten Grades zählten Clara von Simson, Otto von Simson und Vita Petersen. Er war ein Urenkel des 1888 nobilitierten Richters, Hochschullehrers und Parlamentariers Eduard von Simson (1810–1899) und studierte ab 1927 zunächst in Freiburg und dann in Berlin Rechtswissenschaft. In Freiburg war er ab 1927 Mitglied der Studentenverbindung AV Albingia (ab 1951 AV Albingia Schwarzwald Zaringia). Wegen seiner Liebe zu Musik spielte er zeitweise mit dem Gedanken, Komponist zu werden. 1930 bestand er das Erste und 1934 das Zweite Juristische Staatsexamen. Das Referendariat absolvierte er in der Berliner Rechtsanwaltskanzlei, an der sein Onkel Robert von Simson, ein Enkel des Präsidenten der Paulskirchenversammlung und des Reichsgerichts Eduard von Simson, seines Urgroßvaters, tätig war. In derselben Kanzlei waren auch Hans von der Groeben, Walter Hallstein und Walter Strauß tätig.:S. 893 f.
1935 wurde Simson in Freiburg zum Doktor beider Rechte promoviert. 1938 heiratete er eine englische Pastorentochter. Die Nazizeit verbrachte Simson  in London. Seit 1947 britischer Staatsbürger, verbrachte Simson insgesamt 15 Jahre in England. Das Ehepaar hätte vier Söhne und einen Adoptivsohn, die alle Spitzenpositionen im englischen und europäischen Rechtswesen erreichten. Von 1953 bis 1967 arbeitete Simson in vielen Positionen im europäischen Rechtswesen, u. a. als Rechtsanwalt beim Vorläufer des EuGH.:S. 894 f.
1965 wurde Simson von Joseph H. Kaiser extern in Freiburg habilitiert. Nach einer Tätigkeit als Privatdozent wurde Simson 1967 in Freiburg zum Professor ernannt und 1968 als Nachfolger von Horst Ehmke auf einen öffentlich-rechtlichen Lehrstuhl berufen, auf den ihm nach seiner Emeritierung 1976 Ernst-Wolfgang Böckenförde folgte.:S. 899 f.
Simson blieb auch nach seiner Lehrtätigkeit in Freiburg nahe der Universität wohnhaft:S. 899 und verstarb dort im 89. Lebensjahr.

## Auszeichnungen
Die Universität Freiburg vergibt seit 1999 jährlich den vom Nomos Verlag gestifteten Werner-von Simson-Preis für hervorragende Dissertationen oder Habilitationsschriften auf dem Gebiet des Europarechts oder der Staatstheorie.

## Schriften (Auswahl)
- Die Souveränität im rechtlichen Verständnis der Gegenwart, Berlin 1965
- Die Verteidigung des Friedens: Beiträge zu einer Theorie der Staatengemeinschaft, München (Beck) 1975, ISBN 978-3-406-04933-0
- Europäische Integration und Grundgesetz: Maastricht und die Folgen für das deutsche Verfassungsrecht. Mit einem Textauszug des Maastrichter Vertragsentwurfs über die Europäische Union (gemeinsam mit Jürgen Schwarze), Berlin 1992, ISBN 978-3-11-013655-5
- Der Staat als Teil und als Ganzes: Seminar zum Gedenken an Professor Werner von Simson am 21. Februar 1998 in Freiburg, Baden-Baden 1998, ISBN 978-3-7890-5558-4